# Skånske Blomsterhøns
 Der er for få eller ingen kildehenvisninger i denne artikel, hvilket er et problem. Du kan hjælpe ved at angive troværdige kilder til de påstande, som fremføres i artiklen.

Den Skånske Blomsterhøne, er en af de største landhønseracer, hjemmehørende i de gamle danske landsdele i det sydlige Sverige. Den er som mange andre landhønseracer kendetegnet ved at have været en brugshøne som langt hen ad vejen, har skullet passe sig selv. Dvs. at den er ikke særligt forædlet, og har derfor mange naturlige egenskaber i sig endnu, i modsætning til mange af de højt forædlede racer, hvor man i en stræben efter en eller nogle få egenskaber, er gået på kompromis med en række af de naturlige egenskaber. Dette betyder at landhøne ofte har et godt helbred, den er god til at finde føde selv, den er en god ruger og kyllingefører, og så er de ofte påpasselige over for faretegn og kan være flyvske. 

## Karakteristika
Den Skånske Blomsterhøne er kendetegnet ved dens spraglede ydre, og den findes i et væld af farver, men som værende en landrace, avler den ikke farverent, men afkom kan forventes i en broget mangfoldighed. 
Årligt forventes ca. 155 hvide til cremefarvede æg, i en størrelse af ca. 55 til 65 g.
Hanevægt: 2,5-3,7 kg.
Hønevægt: 2-2,5 kg. 
Det er således en god allround høne, uden et prangende produktionsudbytte, men den kræver til gengæld heller ikke et så stort input, og den har sjældent brug for dyrlæge.
Obs.: Landhøns er kendetegnet ved store individuelle forskelle.

## Historie
Den Skånske Blomsterhøne har eksisteret i århundrede, men blev i det 20. århundrede truet på eksistensgrundlaget af de højtforædlede specialracer og af industriens hybrider. Men i 1970'erne blev den reddet fra total udryddelse. I dag findes der flere hundrede avlere af racen. I Sverige har arten fået Genbanksstatus af Jordbruksverket. Genbanken drives under organisationen Svenska Lanthönsklubben.